# Jorge Alessandri Rodríguez
Jorge Alessandri Rodríguez (1896-1986) enginyer, polític i empresari xilè, fill de l'expresident Arturo Alessandri Palma. Va ser President de la República entre 1958 i 1964.